# Veerle Baetens
Veerle Baetens (ur. 24 stycznia 1978 w Brasschaat) – belgijska aktorka filmowa i piosenkarka. Wystąpiła w licznych filmach flamandzkich. Najbardziej znana z roli w filmie W kręgu miłości (2012) Felixa van Groeningena. Za występ ten otrzymała Europejską Nagrodę Filmową dla najlepszej aktorki.